# Ягупард
Ягупард, або ягулеп, яглеоп (лат. Panthera jagupard) — гібрид великих кішок: самця ягуара і самиці леопарда. Рідкісні випадки, коли самиця народжує потомство, поки що дитинчата народились в зоопарках Чикаго та Хелбрун (Зальцбург). Диких гібридів ягуара і леопарда не існує, оскільки їхні ареали існування не перетинаються у природі та походять з різних півкуль Землі.

## Зовнішній вигляд
Ягупард виглядає набагато кремезнішим ніж леопард. Має золотисто-помаранчеве хутро. Живіт та місце між лапами світліше. Тіло покривають великі неоднакові чорні плями. Місцями вони утворюють кругові малюнки навколо лап і голови.

## Розведення
В 1960-х роках Хеммер описував гібридів ягуара та леопарда, як кішок із досить короткими й товстими лапами та шиєю. Хутро вони мали темно-руде, сіро-коричневе, сіро-сталеве або оливкове. На грудях плям майже не було. Потомство між самицею ягупарда і ягуара становило 2 кошенят. Хеммер зазначив, що самиця ягупарда також народила дитинчат від лева (потім це призвело до знаменитої зоологічної містифікації про конголезького плямистого лева).
У 1966 році два ягупарда народилися в Хелльбрунському зоопарку (Зальцбург, Австрія) від 6-річного самця леопарда і 2,5-річної самиці ягуара. Генріх Віндишбоєр (директор зоопарку до 1976 року) був підданий критиці з приводу того, що він спеціально вивів гібридів для залучення більшої кількості відвідувачів в зоопарк. Дитинчата були дуже активними, а на їхній вольєр повісили вивіску «Ягупарди». Один з них був менше за розміром і мав темніший колір хутра. У 6 місяців вони були значно більше і сильніше, ніж леопарди або ягуари того ж віку.
В 1969 році згадується про народження у ягупарда 3 кошенят: 2 хлопчиків та 1 дівчинки. Один хлопчик помер незадовго після народження, а інші кошенята вижили й продовжували набирати вагу. В 9 місяців вони вже випереджали у розмірах дорослого леопарда.
Також випадок появи на світ ягупардів трапився в зоопарку Чикаго. Більшість ягупардів забрали собі директори цирків через їх більшу піддатливість до дресирування.
Найвідоміші ягупарди брали участь в шоу магів Зігфріда і Роя в США, штат Флорида. У них було два плямистих ягупарди Чіко та Алі (Ali and Chico) і один меланістичний ягупард чорного кольору на прізвисько Сабака (Sabaka). Чи були вони дійсно ягупардами — достовірно невідомо, оскільки у телепередачах з 1994 року їх називали ягупардами, але в останній передачі в 1998 році вони були названі ягуарами.
Ще один випадок народження ягупарда відбувся в Нейплз, штат Флорида. Як і більшість гібридів, самець Банго був стерильним. У Банго була серпоподібноклітинна анемія (можливий наслідок через міжвидового схрещування). Помер він у віці 16 років.